# Cnodocentron vrisaparvan
Cnodocentron vrisaparvan är en nattsländeart som beskrevs av Schmid 1982. Cnodocentron vrisaparvan ingår i släktet Cnodocentron och familjen Xiphocentronidae. Inga underarter finns listade i Catalogue of Life.